# Lobio
Lobio (ლობიო, em língua georgiana) é um prato feito com feijão encarnado fresco, tirado da vagem, sempre presente na mesa georgiana. 
A palavra georgiana “lobio” significa “feijão” e este prato é normalmente acompanhado de “mchadi” (pão de milho georgiano) e vegetais marinados. Num almofariz, moi-se alho com coentro fresco e em grão, feno-grego, pimenta preta e uma pitada de sal. Numa panela, frita-se cebola cortada até ficar quase torrada; junta-se o feijão cozido em água com sal e folhas de louro e a mistura de temperos moída e esmaga-se tudo; junta-se uma parte da água de cozer o feijão e deixa-se apurar. A parte final pode ser feita colocando a preparação em panelas de barro, para servir individualmente, cada uma acompanhada por um “mchadi”. 
Mchadi é uma espécie de panqueca feita com farinha de milho, de preferência branca, misturada com água e uma pitada de sal até poder fazer pequenas bolas, que se fritam numa frigideira com pouco óleo, espalmando-as com uma colher, até ficarem douradas dos dois lados. 